# Poilly-sur-Tholon
Poilly-sur-Tholon är en kommun i departementet Yonne i regionen Bourgogne-Franche-Comté i norra Frankrike. Kommunen ligger i kantonen Aillant-sur-Tholon som tillhör arrondissementet Auxerre. År 2022 hade Poilly-sur-Tholon 670 invånare.

## Befolkningsutveckling
Antalet invånare i kommunen Poilly-sur-Tholon
| Referens: INSEE |